# The Boy Does Nothing
The Boy Does Nothing (in italiano: Il ragazzo non fa nulla) è una canzone di Alesha Dixon, primo singolo registrato nel 2008, estratto dal suo secondo album, The Alesha Show, pubblicato dalla Asylum Records il 10 novembre dello stesso anno.

## Il brano
The Boy Does Nothing è il primo singolo estratto da The Alesha Show, il primo album pubblicato da Alesha Dixon, dopo la sua vittoria al reality show della BBC Strictly Come Dancing. La canzone è stata scritta da Dixon e Xenomania che l'ha anche prodotta.
Il brano è stato usato per la campagna pubblicitaria di CheBanca!, modificando il testo, reso in italiano con differenti parole.
Parte della musica di The Boy Does Nothing è stata usata come anticipazione della pausa pubblicitaria ai TRL Awards 2009, anche se la sigla è stata creata da J-Ax su un campionamento di I vecchietti fanno O.

## Il video
Il video prodotto per The Boy Does Nothing è stato diretto da Michael Gracey. Nel video la Dixon canta il brano, interpretando al contempo una coreografia insieme ad altre ballerine, ed è segretamente osservata da due bambini. Intorno alla Dixon, altri uomini, che tentano di impressionarla, danzano al suo fianco.

## Tracce
CD1
1. The Boy Does Nothing - 3:27

CD2
1. The Boy Does Nothing - 3:27
2. The Boy Does Nothing (Fred Falke Remix) - 6:39
3. The Boy Does Nothing (Crazy Cousinz Remix) - 4:21
4. The Boy Does Nothing (Video)

UK Remix Promo
1. The Boy Does Nothing (Bimbo Jones Remix) - 5:33
2. The Boy Does Nothing (Fred Falke Remix) - 6:39
3. The Boy Does Nothing (Crazy Cousinz Remix) - 4:21
4. The Boy Does Nothing (Bimbo Jones Remix Radio Edit) - 2:42
5. The Boy Does Nothing (Fred Falke Remix Dub) - 6:37
6. The Boy Does Nothing - 3:27

iTunes EP
1. The Boy Does Nothing - 3:34
2. The Boy Does Nothing (Bimbo Jones Remix Radio Edit) - 2:42
3. The Boy Does Nothing (Fred Falke Remix) - 6:38
4. The Boy Does Nothing (Crazy Cousinz Remix) - 4:20

## Classifiche

### Classifiche internazionali
| Classifica (2008–09) | Posizione più alta |
| -------------------- | ------------------ |
| Bulgaria             | 11                 |
| Finlandia            | 5                  |
| Irlanda              | 19                 |
| Italia               | 8                  |
| Norvegia             | 9                  |
| Polonia              | 7                  |
| Regno Unito          | 5                  |
| Romania              | 56                 |
| Russia               | 78                 |
| Spagna               | 5                  |
| Svezia               | 22                 |
| Turchia              | 8                  |
| Ucraina              | 79                 |